# Pentalobus savagei
Pentalobus savagei is een keversoort uit de familie Passalidae. De wetenschappelijke naam van de soort is voor het eerst geldig gepubliceerd in 1844 door Hope in Percheron.